# Rogerus rosae
Rogerus rosae är en rundmaskart som beskrevs av Ali, et al 1971. Rogerus rosae ingår i släktet Rogerus och familjen Rhabdolaimidae. Inga underarter finns listade i Catalogue of Life.